# Massimo Ravazzolo
(Massimo Ravazzolo)
Massimo Ravazzolo (Calvisano, 5 settembre 1972) è un ex rugbista a 15 e allenatore di rugby a 15 italiano, in carriera attivo nel ruolo di tre quarti ala di Calvisano per 24 stagioni e 23 volte internazionale per l'Italia, con la quale ha disputato la Coppa del Mondo 1995.

## Biografia
Cresciuto a Calvisano in una famiglia di rugbisti internazionali: nipote di Claudio e Sergio Appiani, che vestirono la maglia azzurra tra gli anni settanta ed ottanta, esordì nella prima squadra del club cittadino a 16 anni; si mise in luce presto nelle selezioni nazionali giovanili, dall'Under-15 all'Under-21, ed esordì in Nazionale maggiore durante i XII Giochi del Mediterraneo nel 1993 a Perpignano, contro la Croazia.
Prese poi parte alla Coppa del Mondo di rugby 1995 in Sudafrica, sotto la gestione tecnica di Georges Coste e, fino al 1997, disputò 23 incontri internazionali segnando 3 mete.
Dopo 18 stagioni al Calvisano, nel 2006 passò al GRAN Parma e, nel 2007, al Brescia, club nel quale militò fino al 2009; dall'estate di tale anno Ravazzolo milita di nuovo nel Calvisano.
Titolare di un'attività commerciale di fornitura equipaggiamenti sportivi, Ravazzolo è anche un vigile del fuoco volontario e, come tale, ha fatto anche parte della Rappresentativa Nazionale VV.F. di Rugby di tale Corpo.
Dopo essersi ritirato dall'attività agonistica, nel 2011-12 è l'allenatore dei tre quarti a Reggio Emilia in Eccellenza, poi a Calvisano nel settore giovanile ed assistente allenatore e, poi, responsabile tecnico per quattro anni all'Accademia zonale di Remedello (BS), fino al 2017, quando firma un contratto da head coach con il Crema in serie C.

## Palmarès
- Campionati italiani: 1
Calvisano: 2004-05
- Coppe Italia: 1
Calvisano: 2003-04